# Lymantria pelospila
Lymantria pelospila este o specie de molii din genul Lymantria, familia Lymantriidae, descrisă de Turner 1915 Conform Catalogue of Life specia Lymantria pelospila nu are subspecii cunoscute.